# 帕西格
帕西格，菲律賓華人译作巴石（闽南语白話字：Pa-se̍k），是位于菲律宾马尼拉大都会的一个城市，於2007年人口为617,301人，辖区面积共31平方千米，下辖30个镇，东面与黎刹省接壤，是天主教帕西格教区所在地。

## 商業

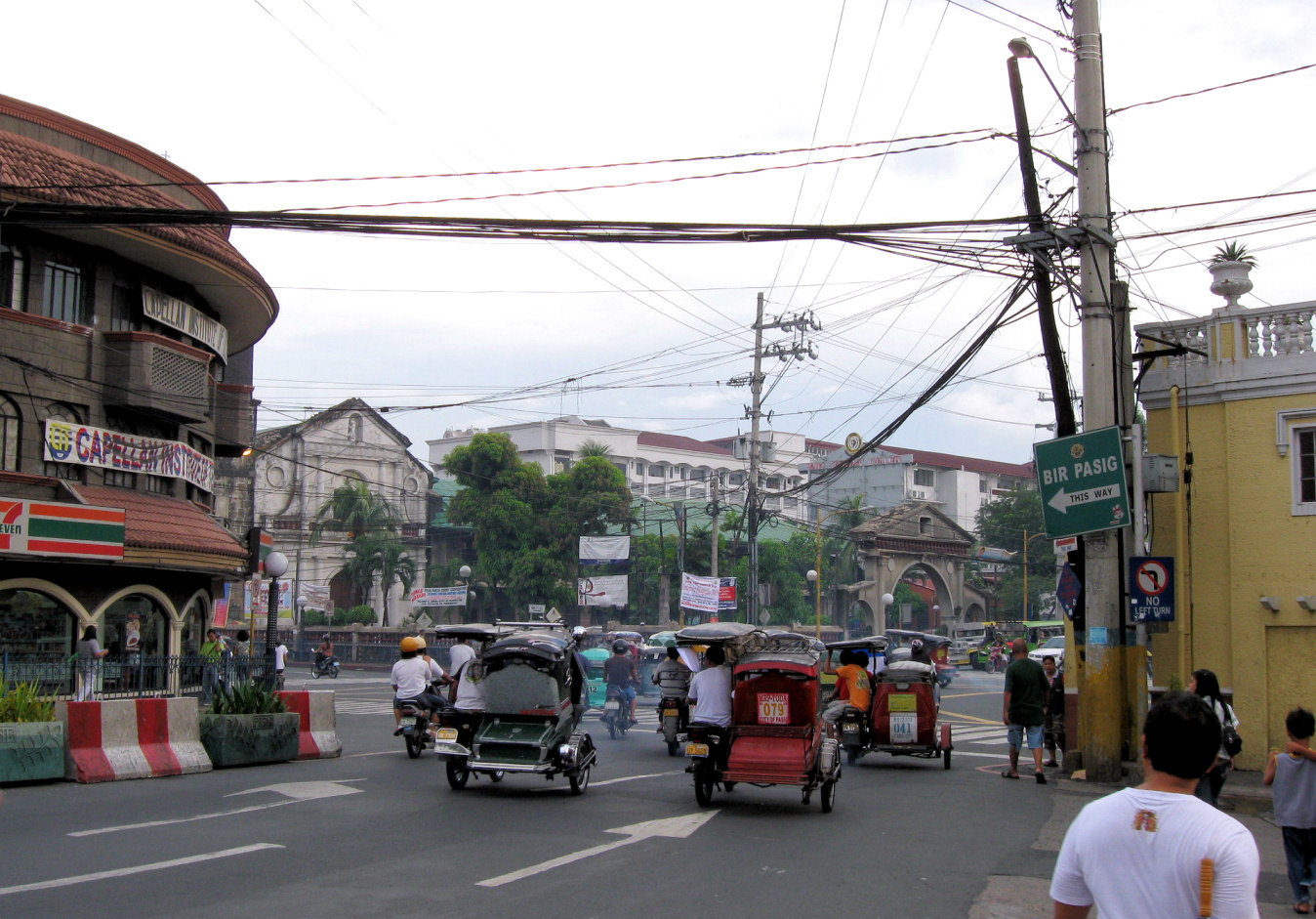
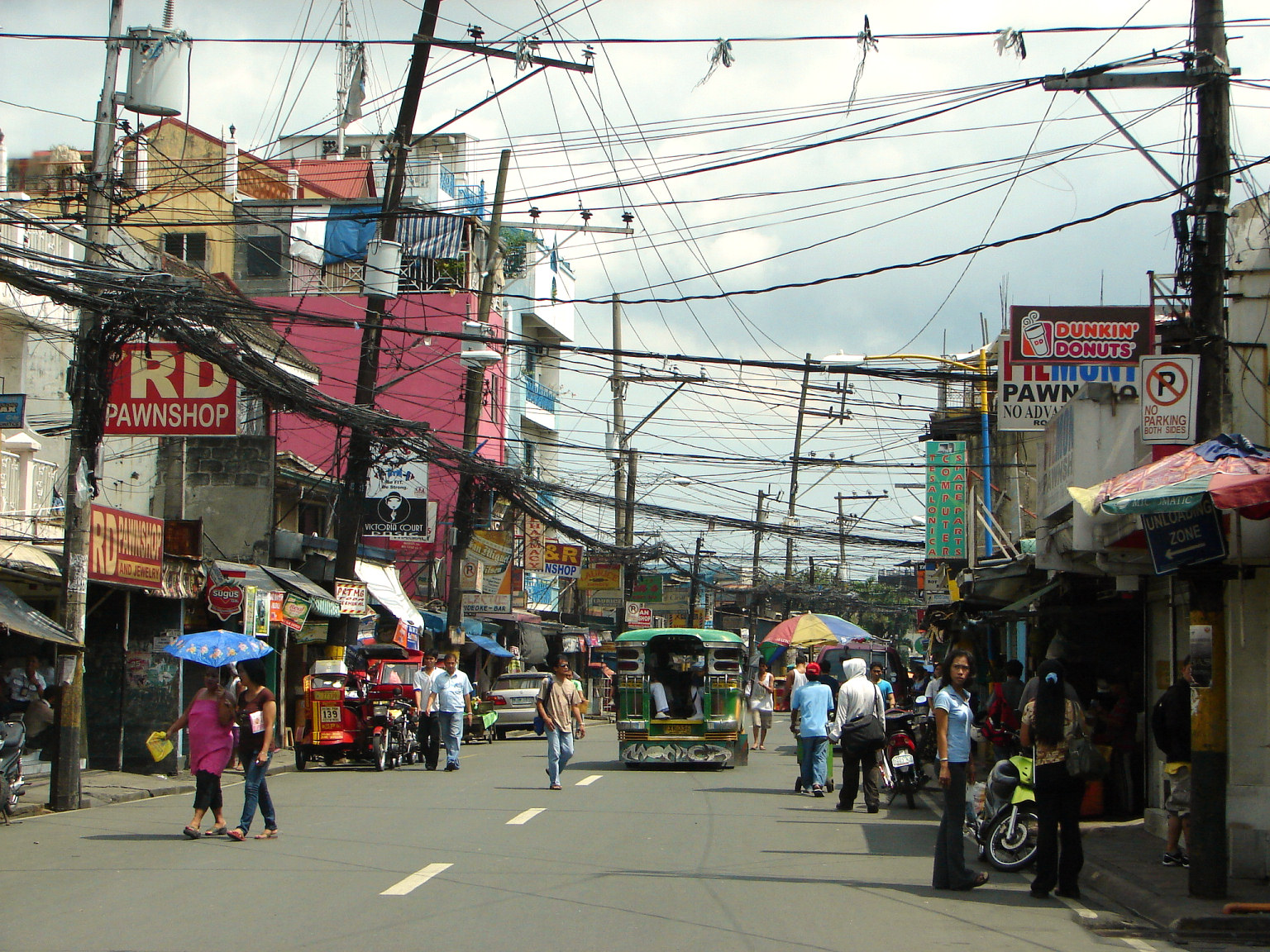
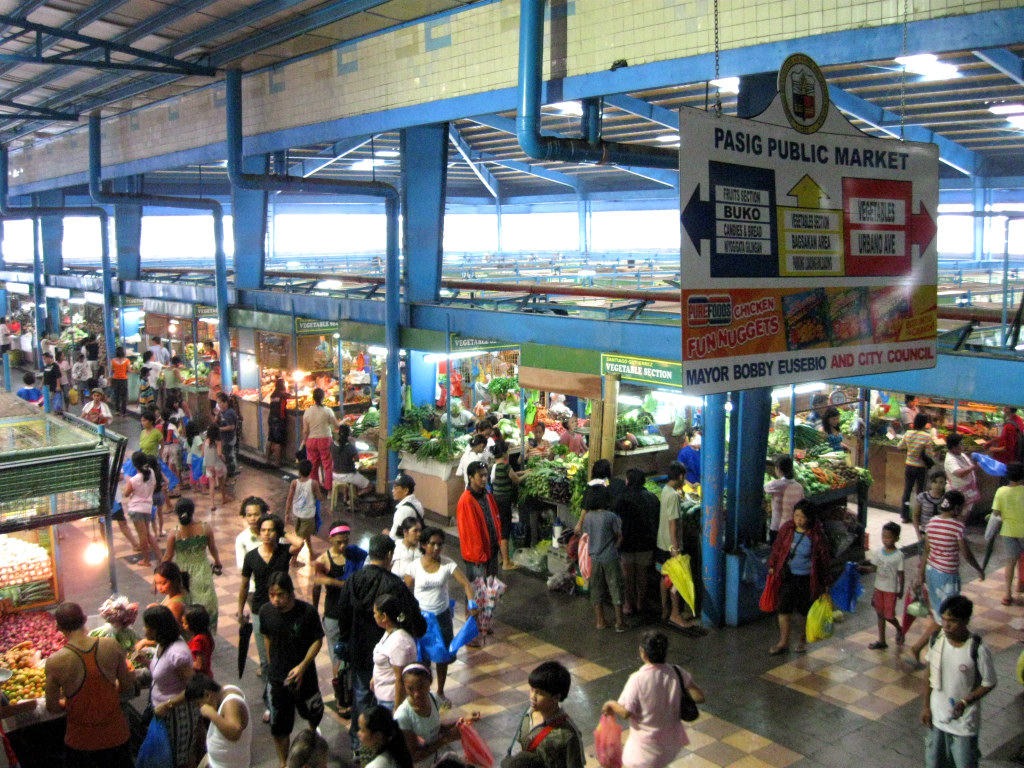

- 世紀太平洋食品有限公司

## 友好城市
- 美国加利福尼亚南旧金山
- 菲律宾马利金纳市

## 外部連結
维基共享资源上的相關多媒體資源：帕西格
1. ↑  . 菲律宾商报. 2024-12-16  [2025-04-21] （中文）.
2. ↑  . 菲律宾联合日报. 2025-02-22  [2025-04-21] （中文）.